# Naz Reid
Nazreon Hilton «Naz» Reid (Asbury Park, Nueva Jersey, 26 de agosto de 1999) es un baloncestista estadounidense que pertenece a la plantilla de los Minnesota Timberwolves de la NBA. Con 2,06 metros de estatura, juega en la posición de pívot.

## Trayectoria deportiva

### High School
Reid asistió en su etapa de secundaria al Roselle Catholic High School en Roselle (Nueva Jersey), donde en su última temporada promedió 14,8 puntos, 7,7 rebotes y 2,1 asistencias. Disputó en 2018 el prestigioso McDonald's All-American Game, en el que logró 15 puntos y 11 rebotes.

### Universidad
Jugó una temporada con los Tigers de la Universidad Estatal de Luisiana, en la que promedió 13,6 puntos y 7,2 rebotes por partido. Fue incluido en el mejor quinteto de novatos de la Southeastern Conference.
Al término de la temporada anunció su intención de presentarse al Draft de la NBA contratando agente, y renunciando así a los tres años de universidad que le faltaban por cumplir.

#### Estadísticas
| Año     | Equipo | PJ | PT | MPP  | %TC  | %3P  | %TL  | RPP | APP | ROB | TPP | PPP  |
| ------- | ------ | -- | -- | ---- | ---- | ---- | ---- | --- | --- | --- | --- | ---- |
| 2018–19 | LSU    | 34 | 32 | 27.2 | .468 | .333 | .727 | 7.2 | .9  | .7  | .7  | 13.6 |

### Profesional
Tras no ser elegido en el Draft de la NBA de 2019, en junio firmó un contrato dual con los Minnesota Timberwolves de la NBA y su filial en la G League, los Iowa Wolves.
En junio de 2023 acuerda una extensión de contrato con los Timberwolves por 3 años y $42 millones. Al término de la temporada 2023-24 recibió el premio al Mejor Sexto Hombre de la NBA, tras promediar los máximos personales de su carrera, con 13,5 puntos y 5,2 rebotes en 81 partidos, 67 de ellos saliendo desde el banquillo.
Tras su sexta temporada en Minnesota, a finales de junio de 2025, renueva con los Timberwolves por cinco años y $125 millones.

## Estadísticas de su carrera en la NBA

### Temporada regular
| Año     | Equipo    | PJ  | PT | MPP  | %TC  | %3P  | %TL  | RPP | APP | ROB | TPP | PPP  |
| ------- | --------- | --- | -- | ---- | ---- | ---- | ---- | --- | --- | --- | --- | ---- |
| 2019-20 | Minnesota | 30  | 11 | 16.5 | .412 | .330 | .698 | 4.1 | 1.2 | .6  | .7  | 9.0  |
| 2020-21 | Minnesota | 70  | 15 | 19.2 | .523 | .351 | .693 | 4.6 | 1.0 | .5  | 1.1 | 11.2 |
| 2021-22 | Minnesota | 77  | 6  | 15.8 | .489 | .343 | .765 | 3.9 | .9  | .5  | .9  | 8.3  |
| 2022-23 | Minnesota | 68  | 11 | 18.4 | .537 | .346 | .677 | 4.9 | 1.1 | .6  | .8  | 11.5 |
| 2023-24 | Minnesota | 81  | 14 | 24.2 | .477 | .414 | .736 | 5.2 | 1.3 | .8  | .9  | 13.5 |
| 2024-25 | Minnesota | 80  | 17 | 27.5 | .462 | .379 | .776 | 6.0 | 2.3 | .7  | .9  | 14.2 |
| Total   | Total     | 406 | 74 | 20.9 | .487 | .373 | .728 | 4.9 | 1.3 | .6  | .9  | 11.6 |

### Playoffs
| Año   | Equipo    | PJ | PT | MPP  | %TC  | %3P  | %TL   | RPP | APP | ROB | TPP | PPP  |
| ----- | --------- | -- | -- | ---- | ---- | ---- | ----- | --- | --- | --- | --- | ---- |
| 2022  | Minnesota | 5  | 0  | 10.8 | .412 | .429 | 1.000 | 2.8 | .0  | .2  | 1.2 | 4.8  |
| 2024  | Minnesota | 16 | 0  | 22.5 | .458 | .362 | .710  | 3.7 | 1.0 | .5  | .8  | 11.1 |
| 2025  | Minnesota | 15 | 0  | 25.0 | .509 | .397 | .760  | 4.7 | 1.7 | .7  | .9  | 10.4 |
| Total | Total     | 36 | 0  | 21.9 | .476 | .381 | .762  | 4.0 | 1.1 | .6  | .9  | 9.9  |